# Iranomecyna
Iranomecyna is een geslacht van vlinders van de familie van de grasmotten (Crambidae), uit de onderfamilie Spilomelinae. Dit geslacht is voor het eerst beschreven door Ahmet Ömer Koçak en Muhabbet Kemal in 2016.
Dit geslacht is monotypisch, dat wil zeggen dat het maar één soort heeft namelijk Iranomecyna dimorphalis (Amsel, 1961) uit Iran.